# Grimaldi di Ventimiglia
Grimaldi di Ventimiglia ist ein Ortsteil (italienisch frazione) von Ventimiglia an der Westküste Liguriens. Der Ort stand ursprünglich unter der Herrschaft der Familie Grimaldi. Er liegt etwa auf halber Strecke zwischen Ventimiglia und dem französischen Menton, ungefähr 6 Kilometer westlich von Ventimiglia kurz vor der französischen Grenze.
Er liegt nördlich der Baia Grimaldi, einer kleinen Bucht des Ligurischen Meeres.

## Kultur und Sehenswürdigkeiten

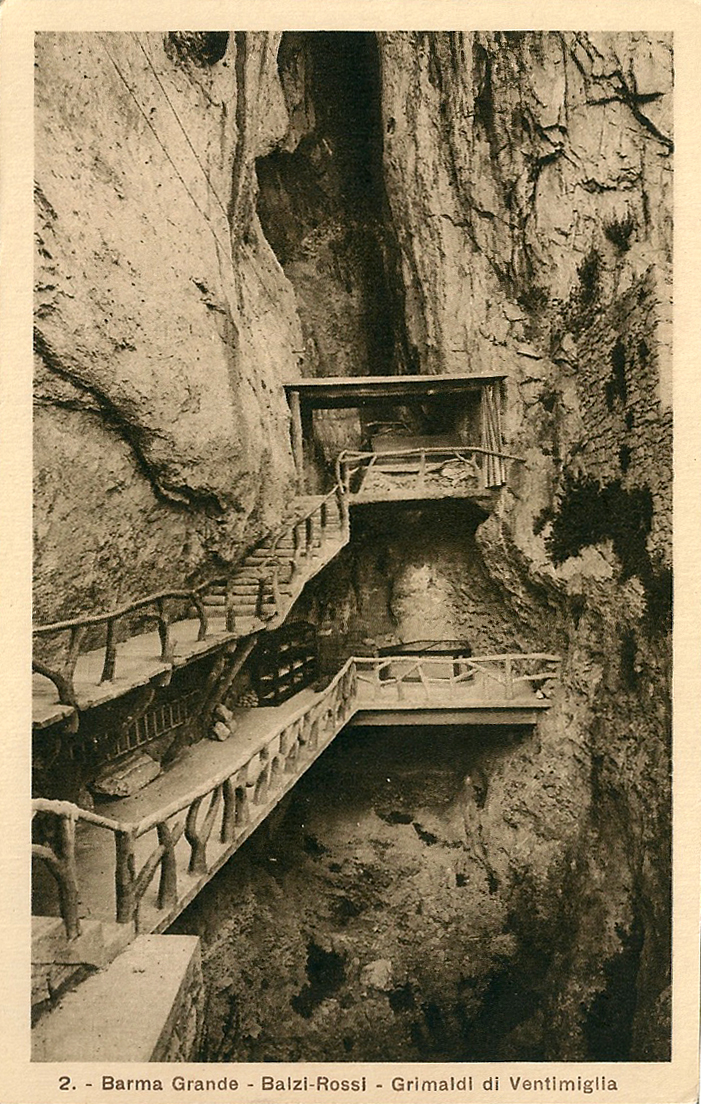
Barma Grande

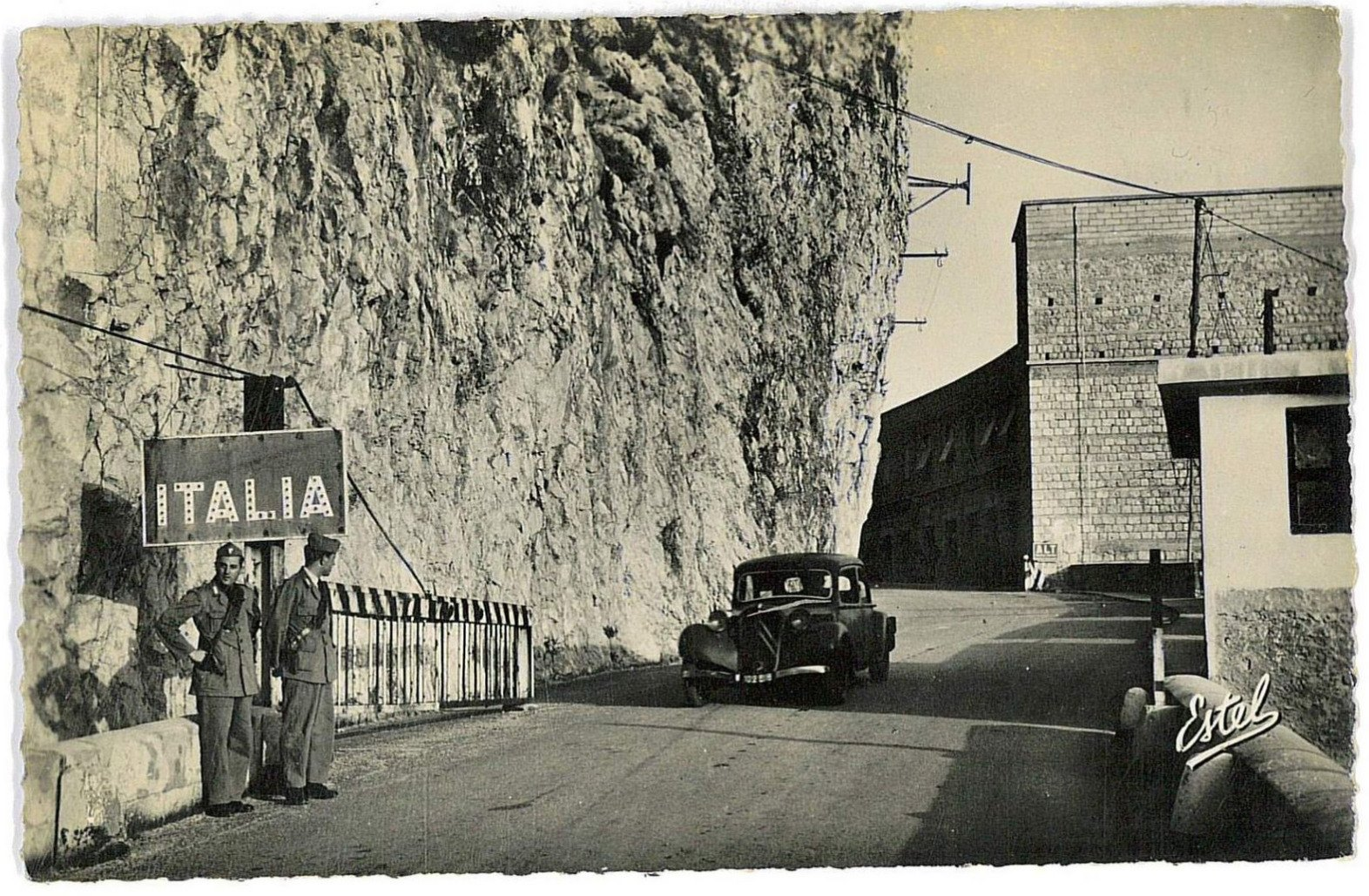
Grenze zwischen Frankreich und Italien an der Ponte San Luigi in den 1940er Jahren

- Prähistorisches Museum der Balzi Rossi und archäologisches Gelände mit den Höhlen von Balzi Rossi wie der der Barma Grande

- Santuario Nostra Signora dell’Aria Aperta

## Naherholung und Tourismus
- Baia Grimaldi
- Punta d'u Darsenùn, Landschaftsschutzgebiet und Spiaggia del Darsenún (Strand)
- Spiaggia libera Dei Balzi Rossi (öffentlicher Strand) und La Spiaggietta Dei Balzi Rossi (Privater Strand)

## Verkehr
- Die Europastraße 80 und die Strada Statale 1 Via Aurelia durchqueren das Gemeindegebiet.
- Ponte San Luigi, Brücke an der Grenze zu Frankreich